# Chapelle Notre-Dame-du-Mont de Thoraise
Pour les articles homonymes, voir Chapelle Notre-Dame et Notre-Dame.
La chapelle Notre-Dame de l’Assomption, dite chapelle de Notre-Dame-du-Mont, est une chapelle située sur la commune de Boussières , dans le Doubs, en région Bourgogne-Franche-Comté. La première chapelle est édifiée au XVIe siècle ; l'édifice actuel date de 1872.

## Historique

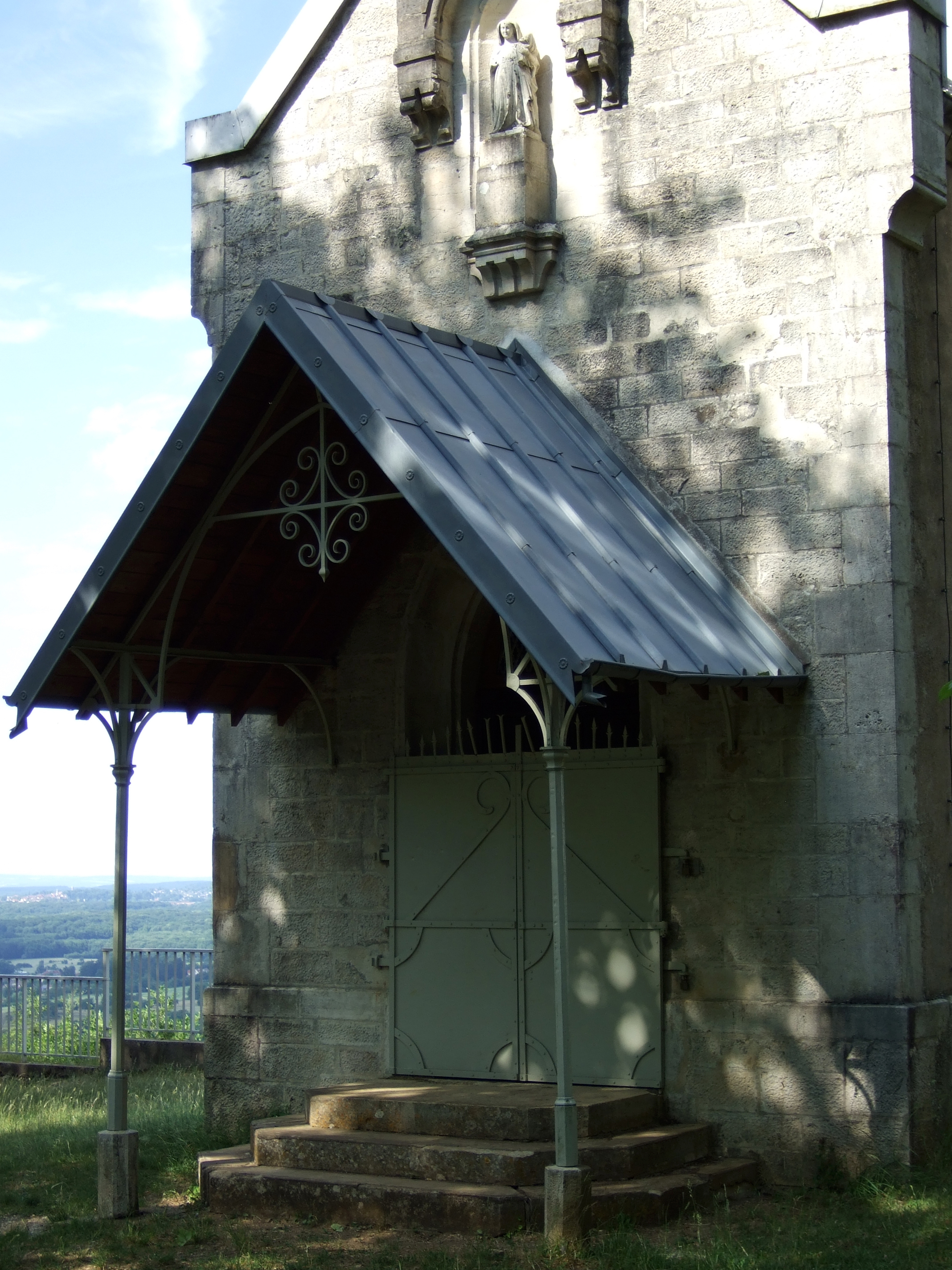
La chapelle Notre-Dame du Mont (détail)

Quatre chapelles ont été construites sur ce même site.
La première est bâtie en 1585 à la suite d'un vœu de Marguerite Perrenot de Granvelle, fille de Nicolas Perrenot de Granvelle, épouse de Jean d'Achey, baron de Thoraise, et héritière à la mort de son mari du domaine de Thoraise, en hommage à la protection de La Vierge implorée lors de l'attaque de Besançon par les Huguenots en 1575.
D'abord dédiée à Notre-Dame de l'Annonciation, elle est deux fois détruite et reconstruite pour être ensuite dédiée au XVIIe siècle à Notre-Dame de l'Assomption.
Au début du XVIIIe siècle, le site est confié à la Confrérie de Notre-Dame du Mont. Après sa dissolution en 1792, la chapelle tombe en ruine et est reconstruite une dernière fois en 1872, sur les plans de l'architecte bisontin Alfred Ducat, selon le souhait de l'abbé Boivin, décédé lors des travaux et qui y est inhumé.
Aux XVIIe siècle et XVIIIe siècles, de nombreux pèlerinages y sont organisés et la chapelle est toujours le siège de la Confrérie de Notre-Dame du Mont (reconstituée après sa dissolution en 1792) qui compte jusqu'à 500 membres.
L'Assomption y est célébrée chaque année :
- une procession aux flambeaux se déroule le 14 août, de l'église de Thoraise à la grotte de l'abbé Sautrey, curé de Thoraise de 1882 à 1909, qui a creusé en 1904 de ses mains, aux abords du Doubs et de l'église du village, une grotte en l'honneur de Notre-Dame de Lourdes),
- une messe d'unité a lieu dans la chapelle le 15 août, suivie d'un repas.

## Situation géographique
La chapelle a été érigée à 380 m d'altitude ; le site est un belvédère qui domine la vallée du Doubs et offre un point de vue sur les communes avoisinantes : le château de Thoraise édifié à l'aplomb des rives du Doubs, la tour ou donjon médiéval de Montferrand-le-Château surplombant les méandres de la rivière, et à l'horizon la ville de Besançon.

## Galerie d'images

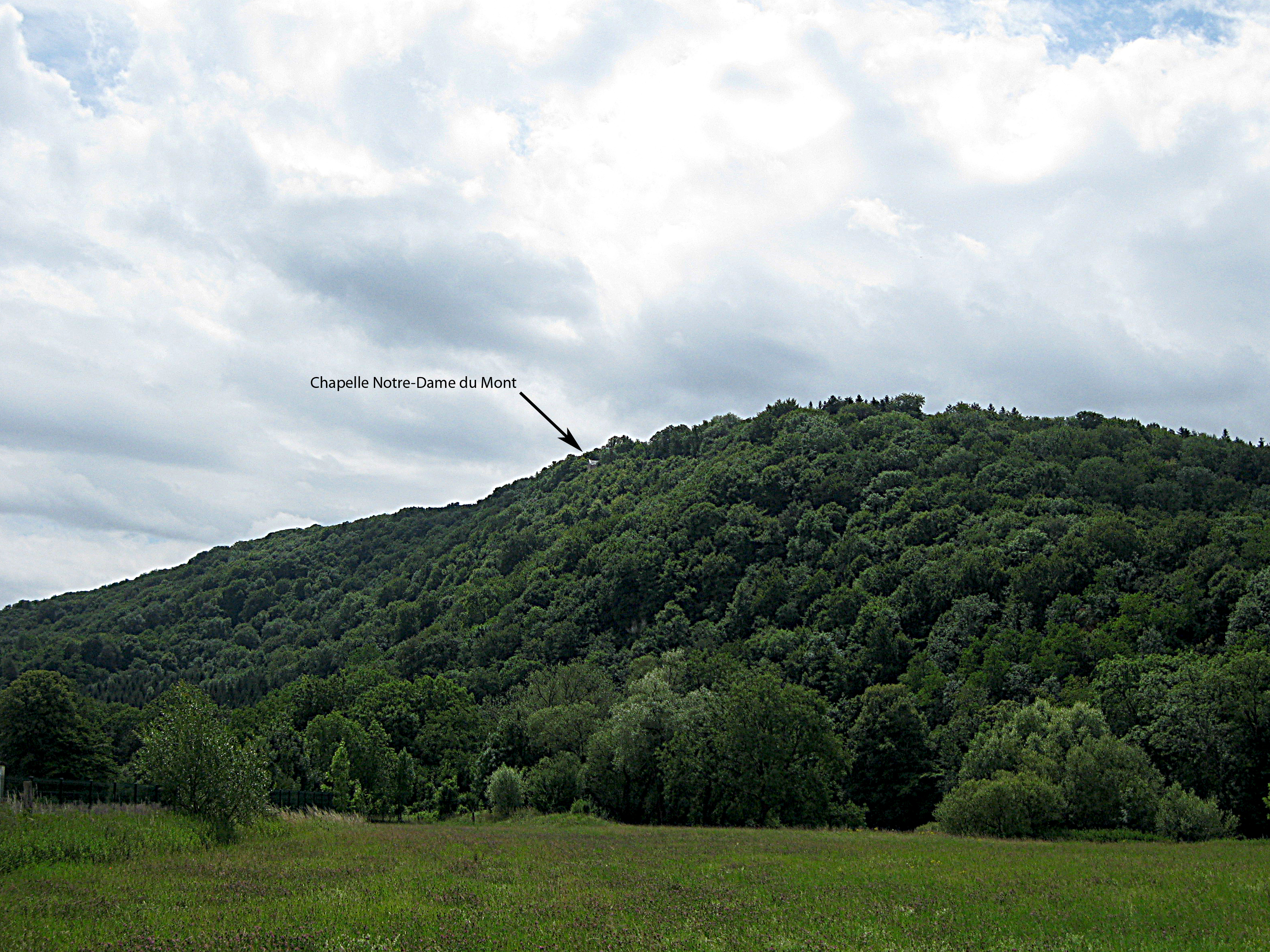
La chapelle Notre-Dame du Mont dans son relief (vue depuis Montferrand-le-Château).
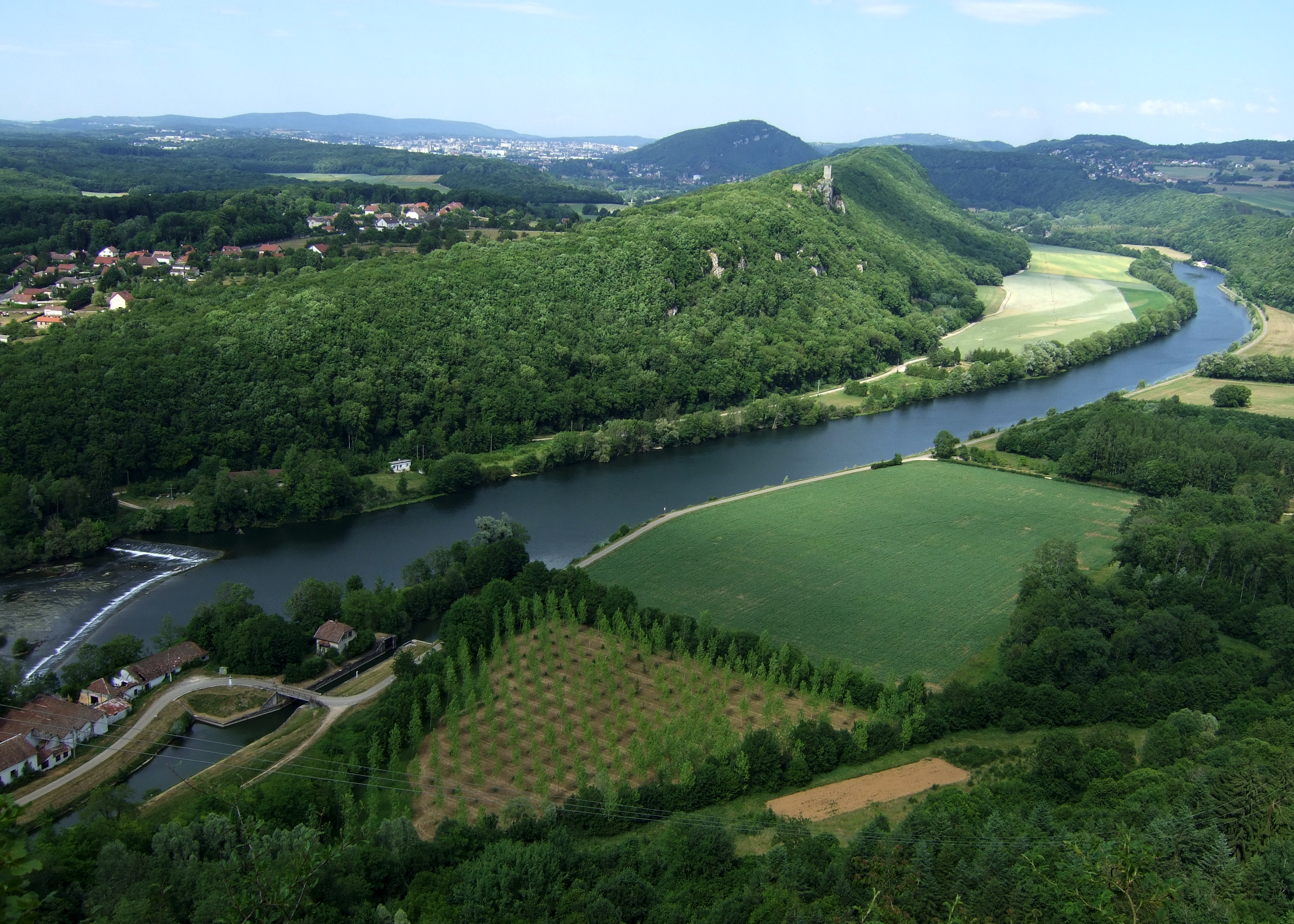
Vue Nord-Est depuis le belvédère de la chapelle Notre-Dame du Mont: tour/donjon médiéval de Montferrand-le-Château surplombant les méandres du Doubs.
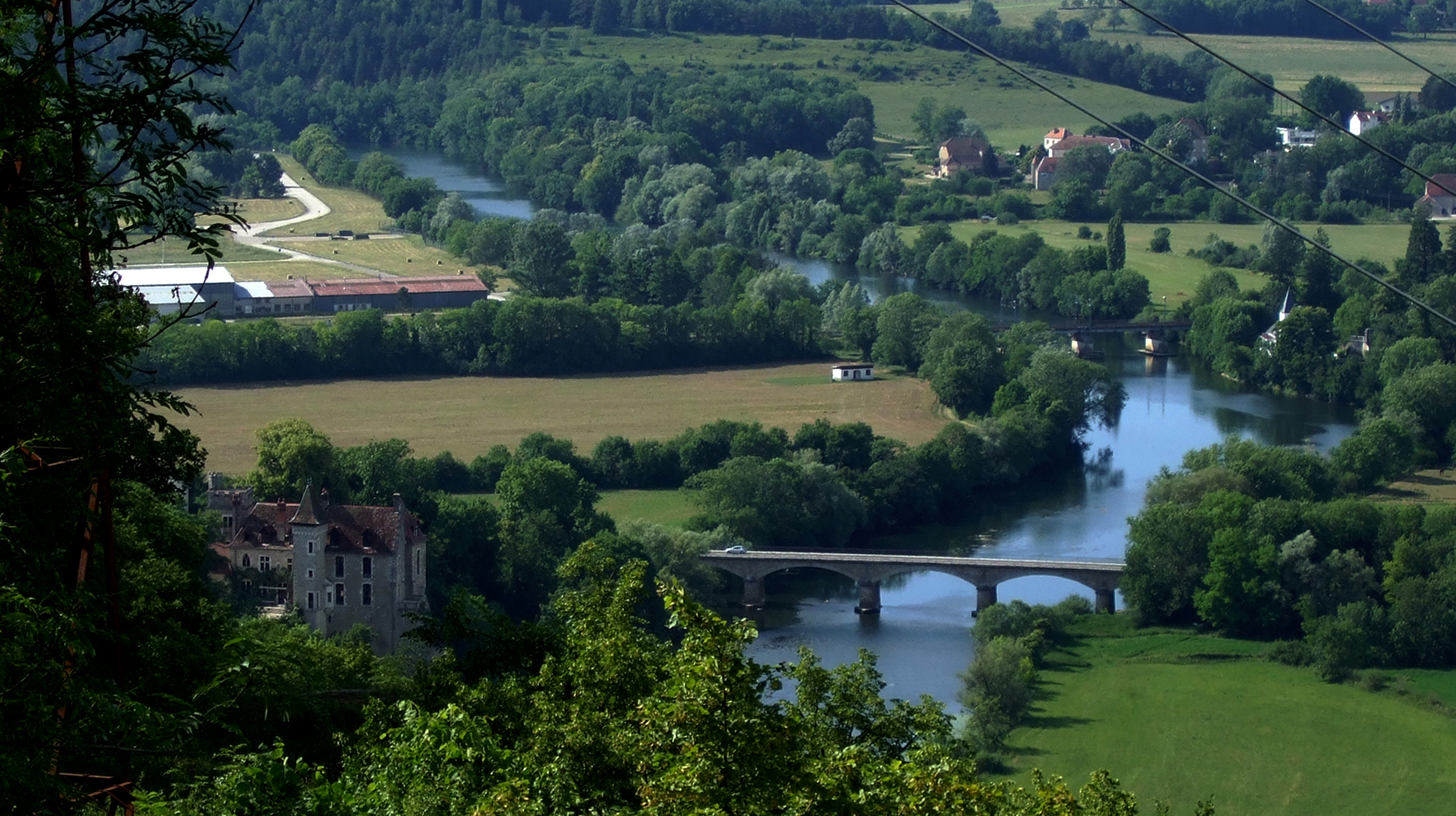
Vue Nord-Ouest (détail) depuis le belvédère de la chapelle Notre-Dame du Mont : château de Thoraise.